# Programa de jovens pilotos da McLaren
O programa de jovens pilotos da McLaren (em inglês: McLaren Young Driver Programme), anteriormente conhecido como McLaren Driver Development Programme e McLaren Mercedes Young Driver Support Programme, é um programa criado pela McLaren. Ele foi projetado para oferecer orientação, assistência e endosso para ajudar jovens pilotos promissores - independentemente da nacionalidade - a se desenvolverem no esporte a motor.

## Pilotos

### Atual
| Piloto                | Anos  | Categoria atual                                                                | Títulos                                   |
| --------------------- | ----- | ------------------------------------------------------------------------------ | ----------------------------------------- |
| Ugo Ugochukwu         | 2021– | Campeonato de Fórmula Regional do Oriente Médio Campeonato de Fórmula 3 da FIA | Nenhum como membro do programa da McLaren |
| Pato O'Ward           | 2023– | IndyCar Series IMSA SportsCar Championship                                     | Nenhum como membro do programa da McLaren |
| Brando Badoer         | 2024– | Campeonato de Fórmula Regional do Oriente Médio Campeonato de Fórmula 3 da FIA | Nenhum como membro do programa da McLaren |
| Alex Dunne            | 2024- | Campeonato de Fórmula 2 da FIA                                                 | Nenhum como membro do programa da McLaren |
| Dries van Langendonck | 2024– | Cartismo (OK)                                                                  | Nenhum como membro do programa da McLaren |
| Martinius Stenshorne  | 2024- | Campeonato de Fórmula 3 da FIA                                                 | Nenhum como membro do programa da McLaren |
| Ella Lloyd            | 2025– | F1 Academy Fórmula 4 Britânica                                                 |                                           |

### Antigos
| Piloto              | Anos      | Títulos | Equipe(s) de F1                                     |
| ------------------- | --------- | --- | --------------------------------------------------- |
| Wesley Graves       | 1998      | Cartismo (1998) | Nenhuma                                             |
| Lewis Hamilton      | 1998–2006 | Cartismo (1998–2001) Fórmula Renault 2.0 Britânica (2002–2003) Fórmula 3 Euro Series (2004–2005) GP2 Series (2006)                                          | McLaren (2007–2012) Mercedes (2013–)                |
| Cheng Congfu        | 2003–2006 | Fórmula Renault 2.0 Britânica (2003–2006) | Nenhuma                                             |
| Giedo van der Garde | 2006–2010 | Fórmula 3 Euro Series (2006) Fórmula Renault 3.5 Series (2007–2008) GP2 Series (2009–2010)                                                                  | Caterham (2013)                                     |
| Oliver Rowland      | 2007–2010 | Cartismo (2007–2010) | Nenhuma                                             |
| Alexander Albon     | 2010      | Cartismo (2010) | Toro Rosso (2019) Red Bull (2019–2020)              |
| Jack Harvey         | 2010      | Fórmula BMW Europa (2010) | Nenhuma                                             |
| Petri Suvanto       | 2010      | Fórmula BMW Europa (2010) | Nenhuma                                             |
| Oliver Turvey       | 2010–2011 | GP2 Series (2010–2011) | Nenhuma                                             |
| Kevin Magnussen     | 2010–2013 | Campeonato Alemão de Fórmula 3 (2010) Formula 3 Britânica International Series (2011) Fórmula Renault 3.5 Series (2012–2013)                                | McLaren (2014–2015) Renault (2016) Haas (2017–2020) |
| Ben Barnicoat       | 2010–2015 | Cartismo (2010–2013) Fórmula Renault 2.0 NEC (2014) Eurocopa de Fórmula Renault 2.0 (2014–2015)                                                             | Nenhuma                                             |
| Nyck de Vries       | 2010–2018 | Eurocopa de Fórmula Renault 2.0 (2012–2014) Fórmula Renault 2.0 Alpes (2013–2014) Fórmula Renault 3.5 Series (2015) GP3 Series (2016) Fórmula 2 (2017–2018) | Nenhuma                                             |
| Tom Blomqvist       | 2012      | Campeonato Europeu de Fórmula 3 da FIA (2012) | Nenhuma                                             |
| Andrew Tang         | 2012      | Kart | Nenhuma                                             |
| Stoffel Vandoorne   | 2013–2016 | Fórmula Renault 3.5 Series (2013) GP2 Series (2014–2015) | McLaren (2016–2018)                                 |
| Nobuharu Matsushita | 2015–2017 | GP2 Series (2015–2016) Fórmula 2 (2017) | Nenhuma                                             |
| Nirei Fukuzumi      | 2016-2017 | GP3 Series (2016-2017) | Nenhuma                                             |
| Lando Norris        | 2017–2018 | Campeonato Europeu de Fórmula 3 da FIA (2017) Fórmula 2 (2018)                                                                                              | McLaren (2019–)                                     |
| Sérgio Sette Câmara | 2019      | Fórmula 2 (2019) | Nenhuma                                             |
| Álex Palou          | 2023      | IndyCar Series (2023) | Nenhuma                                             |
| Ryō Hirakawa        | 2023–2024 | Super Fórmula (2023) Campeonato Mundial de Endurance (2023–2024)                                                                                            | Nenhuma                                             |
| Gabriel Bortoleto   | 2024      | Campeonato de Fórmula 2 da FIA (2024) | Sauber (2025-)                                      |
| Bianca Bustamante   | 2024      | F1 Academy (2024) Fórmula Winter Series (2024) Fórmula 4 Britânica (2024) Fórmula 4 Italiana (2024) Campeonato Euro 4 (2024)                                | Nenhuma                                             |